# Universidad CEU Cardenal Herrera

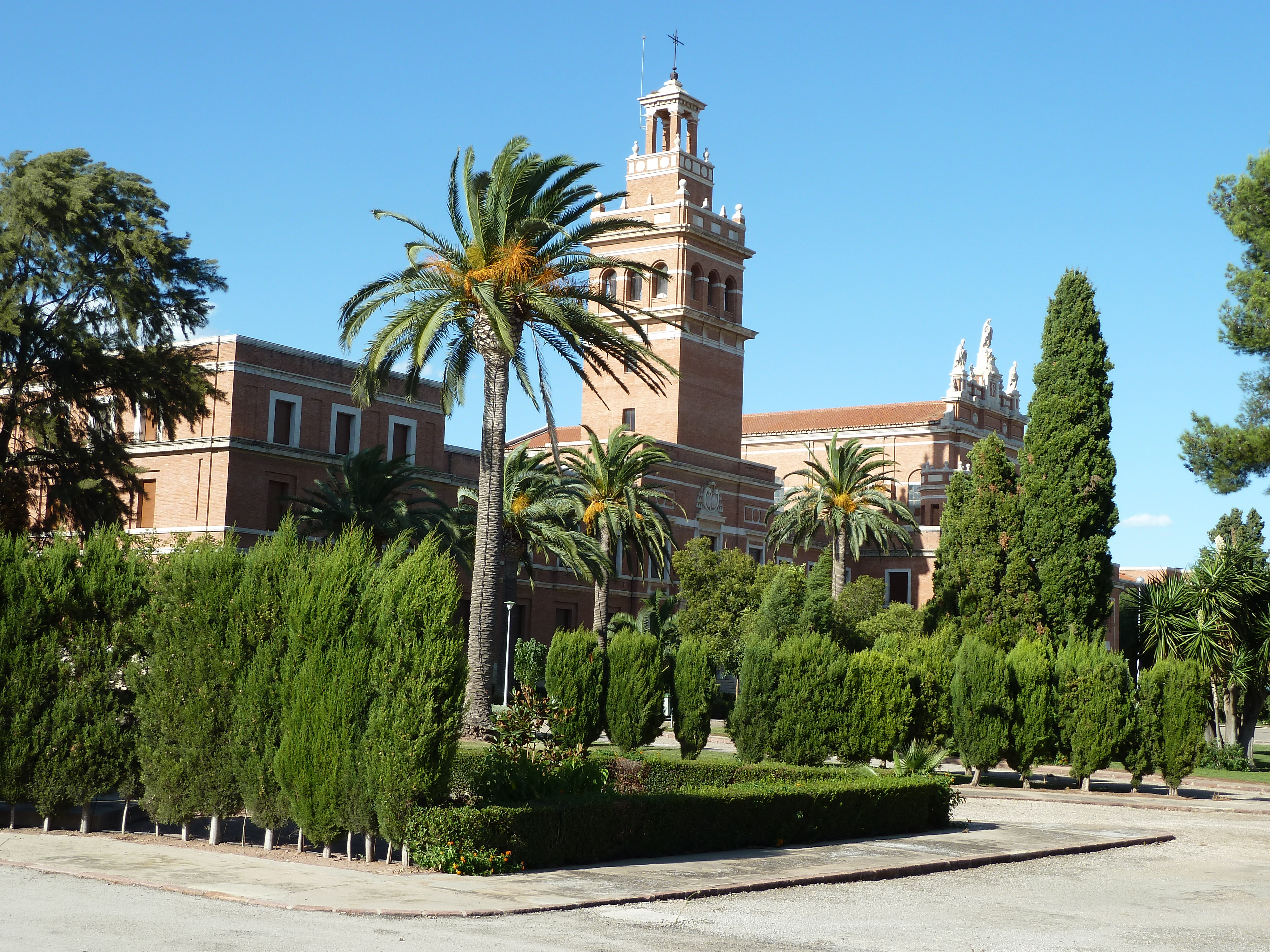

Die Universidad CEU Cardenal Herrera (Abkürzung CEU-UCH) ist eine private Universität in römisch-katholischer Trägerschaft mit Sitz in Moncada in der spanischen Provinz Valencia. Sie entstand in den 1970er-Jahren als Ableger des Centro de Estudios Universitarios (CEU) San Pablo in Valencia. Seit 1999 ist sie eine eigenständige Universität.

## Geschichte
Im Juli 1971 trafen sich erstmals Professoren des katholischen Studienzentrums San Pablo in Valencia. Im Studienjahr 1971/72 begann die Aktivität des CEU in Valencia mit einem Orientierungskurs für Studienanfänger. 1973/74 zog das Studienzentrum von der calle Trinitarios in der Altstadt von Valencia in das 10 Kilometer nördlich gelegene Gebäude des theologischen Seminars der Diözese Valencia in Moncada. Im Jahr 1999 erfolgte die Gründung der Universidad CEU Cardenal Herrera mit staatlicher Anerkennung. Benannt ist sie nach Kardinal Ángel Herrera Oria. Die Hochschule bietet Bachelor-, Master- und PhD-Abschlüsse in Aus- und Weiterbildung am Campus Moncada, Elche und Campus Castellón an.

## Sonstiges
Die Hochschule gehört zum Verbund der Fundación CEU San Pablo, einer Stiftung für gemeinnützige Bildungseinrichtungen. Die Stiftung wurde im Jahr 1933 durch den Jesuiten Ángel Ayala Alarco errichtet. Zum Stiftungsverbund gehören über 25 Schulen, die mehr als 190 Bildungsprogramme anbieten, angefangen von der Grundschule bis zur Hochschule sowie Fortbildung in Madrid, Barcelona, Valencia, Murcia, Alicante, Vigo, Jerez, Elche, Sevilla und Valladolid.
Im Jahr 2013 besuchten Vertreter des Karolinska-Institut in Schweden die Universität, um eine Vereinbarung für die akademische Zusammenarbeit und den Austausch von Studenten in den Graden der Wissenschaft der Gesundheit zu etablieren. Die Delegation bestand aus dem Internationalen Relations Coordinator Malin Ahlen, dem internationalen Koordinator des Studiums der Zahnmedizin Stein Björkman, dem klinischen Supervisor Lars-Erik Lindgren und der technischen Assistentin Kerstin Marklund und wurde durch die Dekanin der Fakultät für Gesundheitswissenschaften Alicia Lopez, der Koordinatorin der Zahnmedizin Arlinda Luzi und dem Erasmus-Koordinator Chirag Sheth empfangen. Das Karolinska-Institut bietet Kurse in Medizin, Pharmazie, Zahnmedizin, Krankenpflege und Physiotherapie an, die auch Teil der akademischen Angebote der Universität CEU Kardinal Herrera sind.
Die Universität verfügt über drei Campusse in Moncada, Elche und Castellón. An der Universität studieren über 7.000 Studenten aus ganz Spanien. Diese stammen überwiegend aus Valencia, Murcia, Mallorca, Ibiza, und Albacete. Darüber hinaus wächst die Zahl der internationalen Studierenden im Rahmen des Erasmus-Programms stetig.
Im Mai 2013 unterzeichnete Rosa Visiedo Claverol, Rektor der Universität, die Berliner Erklärung über offenen Zugang zu wissenschaftlichem Wissen.
Die Hochschule ist Teilnehmer am Solar Decathlon Europe 2012.

## Fakultäten
- Geistes- und Kommunikationswissenschaften
- Recht-, Wirtschafts- und Politikwissenschaften
- Gesundheitswissenschaften
- Veterinärmedizin
- Bau-, Architektur- und Ingenieurwissenschaften

## Persönlichkeiten

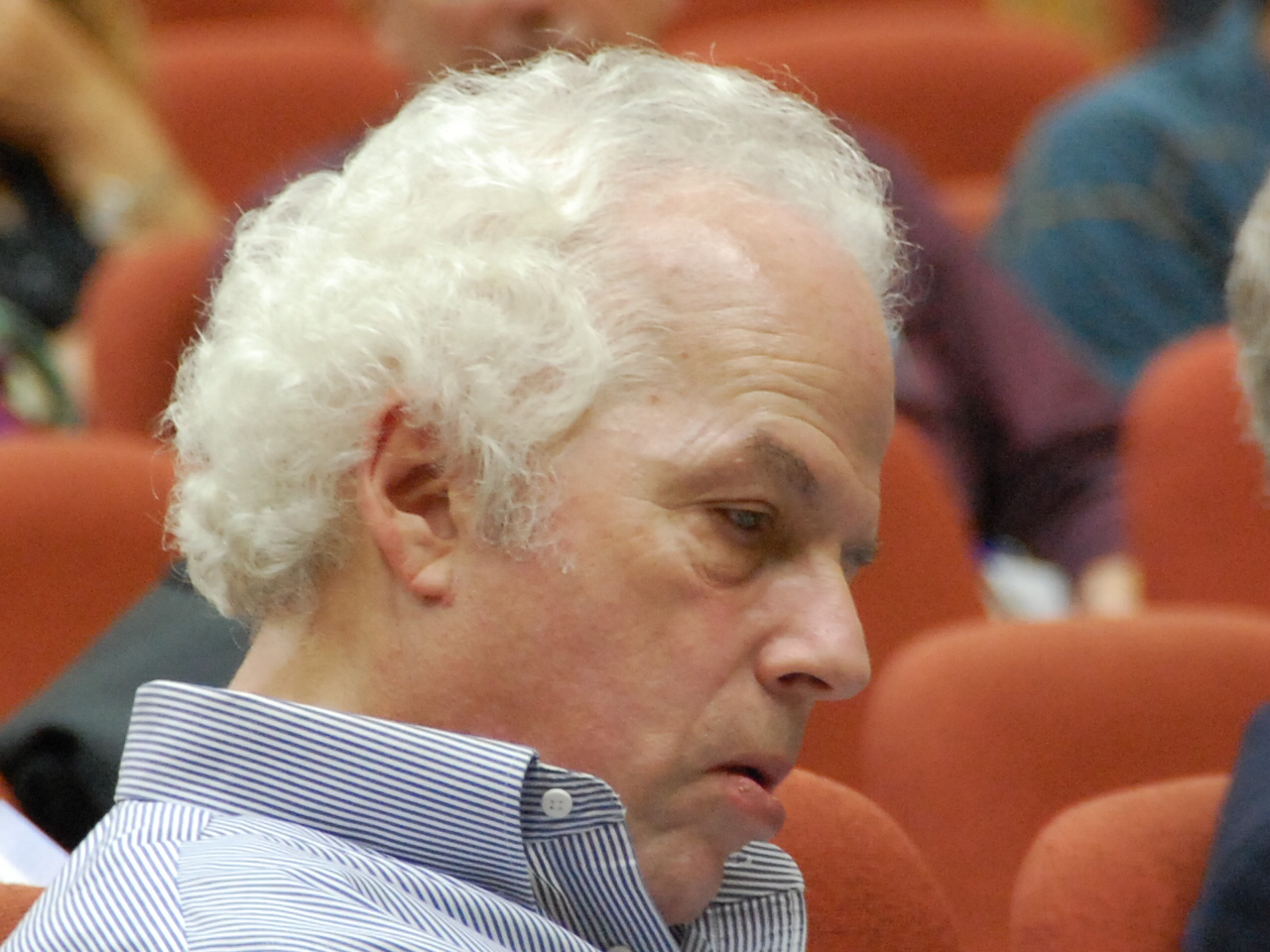
Stanley B. Prusiner

- José María Aznar, Politiker (Ehrendoktorwürde)
- Erzbischof Antonio Cañizares Llovera, Vizepräsident der spanischen Bischofskonferenz (Ehrendoktorwürde)
- Nora D. Volkow, Direktorin des National Institute on Drug Abuse (NIDA) (Ehrendoktorwürde)
- Bischof Carlos Filipe Ximenes Belo, Friedensnobelpreisträger 1996 (Ehrendoktorwürde)
- Joaquín Navarro-Valls, Direktor des Presseamtes des Heiligen Stuhls (Ehrendoktorwürde)
- Stanley B. Prusiner, Nobelpreisträger 1997 (Ehrendoktorwürde)
- Stanley G. Payne, amerikanischer Hispanist an der University of Wisconsin-Madison (Ehrendoktorwürde)
- Andrea Riccardi, Kirchenrechtler (Ehrendoktorwürde)